# Ivan Batanov
Ivan Batanov (* 25. April 2000 in Moskau, Russland) ist ein deutscher Volleyballspieler. Der Libero spielt von 2019 bis 2023 für den Bundesligisten SWD Powervolleys Düren, mit dem er 2020 und 2023 das DVV-Pokalfinale erreichte. 

## Karriere
Batanov wurde als Sohn eines Russen und einer Chinesin geboren und kam mit seiner Familie über Belgien und China nach Deutschland. Er begann seine Karriere in einer Volleyball-AG seines Vaters an der Grundschule in Niederjosbach. Anschließend spielte er bei TuS Kriftel. 2015 ging der Libero zum Volleyball-Internat Frankfurt. In der Saison 2018/19 trat der Junioren-Nationalspieler mit dem Nachwuchsteam VC Olympia Berlin in der Bundesliga an. Im Sommer war bei der Nations League sein Debüt in der A-Nationalmannschaft geplant. Es kam wegen einer Operation an der Schulter nicht zustande. Der Bundesligist SWD Powervolleys Düren, der schon früher an Batanov interessiert war, verpflichtete ihn als zweiten Libero neben Blair Bann. Im DVV-Pokal 2019/20 kam er mit den SWD Powervolleys ins Finale, das die Mannschaft gegen die Berlin Recycling Volleys verlor. Als die Bundesliga-Saison kurz vor den Playoffs abgebrochen wurde, stand Düren auf dem sechsten Tabellenplatz. In der Saison 2020/21 unterlagen die SWD Powervolleys im Playoff-Halbfinale gegen Berlin und wurden Dritter. Der DVV-Pokal 2021/22 endete für Batanov mit Düren im Viertelfinale. Im Playoff-Halbfinale schieden die Dürener ebenfalls gegen den VfB Friedrichshafen aus und wurden damit erneut Dritter. In der Saison 2022/23 spielte Batanov mit den SWD Powervolleys in der Gruppenphase der Champions League. Im DVV-Pokal 2022/23 erreichte er mit seiner Mannschaft das Finale, das in Mannheim gegen die Berlin Recycling Volleys verloren ging. Die Bundesliga-Saison endete für Düren im Playoff-Halbfinale ebenfalls gegen Berlin. Der Libero sollte anschließend zum rumänischen Erstligisten Dinamo Bukarest wechseln. Der Transfer kam jedoch nicht zustande, da Batanov von der NADA aufgrund der Verletzung von Meldepflichten für zwei Jahre gesperrt wurde.